# 조혜원 (1989년)
조혜원(曺惠媛, 1989년 11월 6일~)은 대한민국의 작곡가이자 영화 음악 감독이다.

## 학력
- 휘경여자고등학교(졸업)
- 상명대학교 음악대학 뉴미디어작곡과(졸업)

## 영화 음악

### 연극
- 2023년 음악극 《클래식 갈매기》 10. 21.~10. 22. 북촌창우극장

## 앨범
- 2017년 《Morning Calm (Instrumental)》 8. 1.
- 2017년 《Time Machine (Instrumental)》
- 2021년 《카트 (CUT) OST》 11. 16.
- 2021년 《영화 '제1수칙' OST》 12. 27.
- 2023년 《클래식 갈매기 OST》 12. 18.